# Счастливый торговец
Счастливый торговец (англ. Happy Merchant) — популярная антисемитская карикатура, интернет-мем. Изображение часто появляется на таких сайтах, как 4chan, Reddit и X (ранее Twitter), где нередко используется в ненавистнических или уничижительных контекстах.
Мем поддерживает идею, что евреи организовали заговор для завоевания мира.

## Происхождение
Изображение было создано карикатуристом A. Wyatt Mann (игра слов — «A White Man», «Белый человек»), псевдоним Ника Бугаса. Изображение было частью карикатуры, которая также включала также расистский образ на чернокожего и передавала призыв: «Давайте посмотрим правде в глаза! Мир без евреев и чернокожих был бы подобен миру без крыс и тараканов» (англ. Let's face it! A world without Jews and Blacks would be like a world without rats and cockroaches). Карикатура была впервые выпущена в печатном виде; появилась в сети в феврале 2001 года.
Стереотипный образ еврея из карикатуры начал распространяться в различных интернет-сообществах, где пользователи создают его вариации.

## Образ
Изображение задумано как уничижительное и использует целый ряд стереотипов о евреях: большой крючкообразный нос («еврейский нос»), ермолка (еврейский головной убор), злобная ухмылка, слегка сгорбленная спина и потирание рук, что указывает на жадность или склонность к интригам; лысеющая голова, курчавые волосы и курчавая чёрная борода.

## Распространение
Изображение является формой антисемитской пропаганды, распространённой в интернет-сообществах альтернативных правых, таких как 4chan, других веб-сайтах «chan» и на других бордах.
В 2017 году «Аль-Джазира» опубликовала в своем официальном англоязычном аккаунте Twitter изображение со Счастливым торговцем. Твит продвигал историю об изменении климата и намекал, что за этим негативным явлением стоят евреи. Компания позже удалила этот твит, объяснив, что он был использован в сегменте, посвященном теориям заговора об изменении климата, антисемитским теориям альтернативных правых.
Исследование 2018 года, опубликованное Саввасом Заннетту и др., посвящённое онлайн-антисемитизму, показало, что Happy Merchant и его вариации были «одними из самых популярных мемов как на борде 4chan /pol/, так и на Gab, двух основных площадках альтернативных правых». Согласно исследованию, использование Happy Merchant на /pol/ оставалось в целом неизменным (с пиком популярности во время авиаудара США по Сирии в апреле 2017 года), тогда как использование на Gab возросло после митинга в Шарлоттсвилле в августе 2017 года. Было также показано, что /pol/ влияет на распространение Happy Merchant на других веб-платформах, таких как Twitter и Reddit. Happy Merchant включался в другие распространённые мемы на сайте, в том числе о Лягушонке Пепе.